# União Postal Universal
A União Postal Universal (UPU; em francês Union postale universelle) é uma agência especializada da Organização das Nações Unidas (ONU) que coordena políticas e serviços postais entre as nações e o sistema postal internacional. Foi estabelecida pelo Tratado de Berna de 1874. A sede da UPU está localizada na capital suíça, Berna.
Actualmente, compreende cerca de 190 países e regiões autónomas.

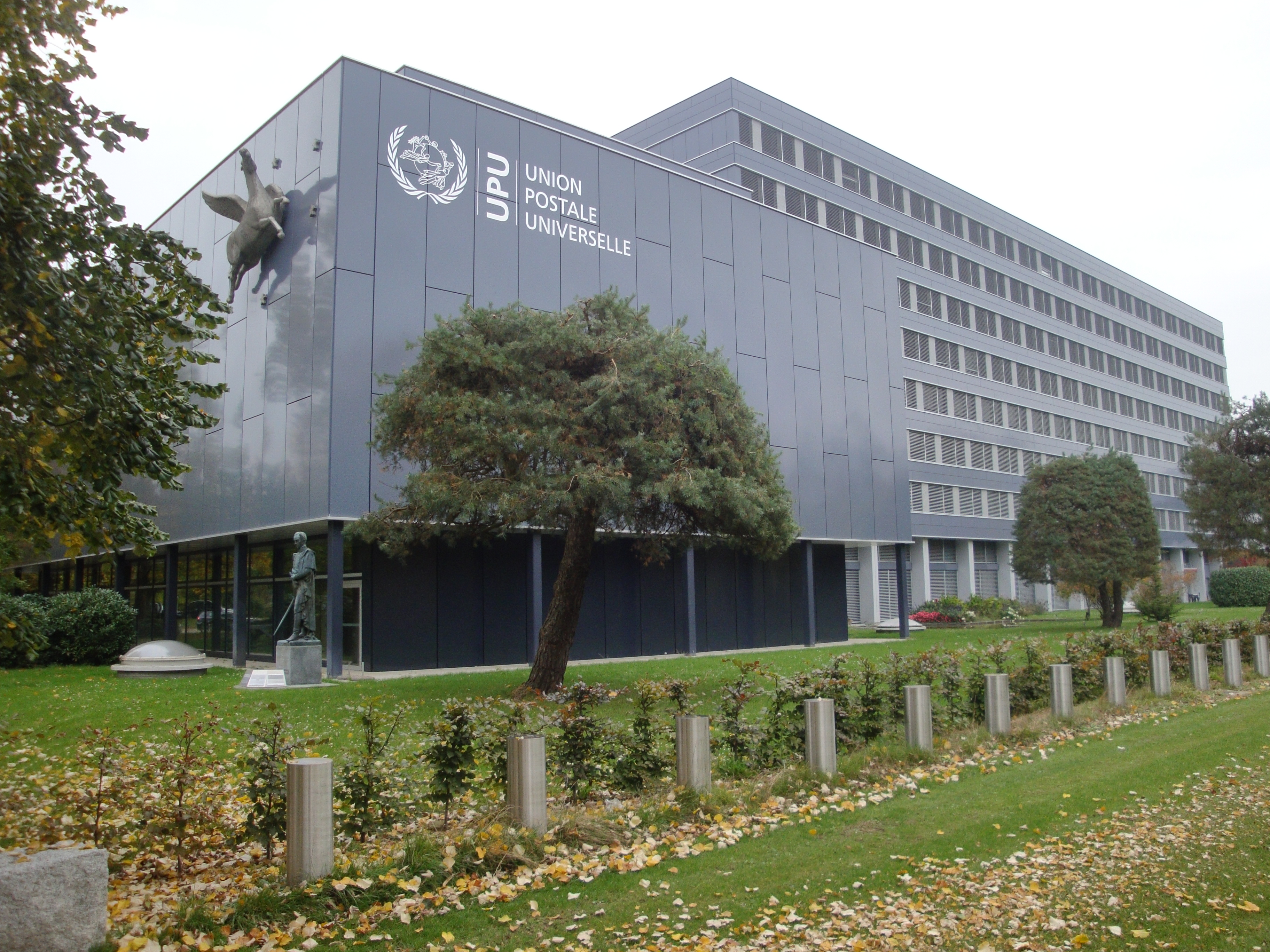
Edifício-sede em Berna

Entre as agências internacionais, é a segunda mais antiga (depois da União Internacional de Telecomunicações) e tem como missão a coordenação entre os serviços postais dos diferentes países membros, sem interferir nas políticas próprias dentro dos estados. Assim, cada administração postal é livre de definir como distribuir as correspondências, que serviços efectuar, qual o pessoal necessário para o seu funcionamento, qual o seu plano de edição de selos.

## Padrões
Os padrões são pré-requisitos importantes para operações postais eficazes e para interconectar a rede global. O Standards Board da UPU desenvolve e mantém um número crescente de normas internacionais para melhorar o intercâmbio de informação postal entre os operadores postais. Também promove a compatibilidade da UPU com as iniciativas postais internacionais. A organização trabalha em estreita colaboração com organizações de manuseio postal, clientes, fornecedores e outros parceiros, incluindo várias organizações internacionais. O Conselho de Padrões garante que regulamentos coerentes sejam desenvolvidos em áreas como intercâmbio eletrônico de dados (EDI), codificação de correio, formulários postais e medidores. As normas da UPU são elaboradas de acordo com as regras constantes da parte V das "Informações gerais sobre as normas da UPU" e são publicadas pelo Bureau Internacional da UPU.